# بوکو (ایلینوی)
بوکو (به انگلیسی: Beaucoup) یک منطقهٔ مسکونی در ایالات متحده آمریکا است که در شهرستان واشینگتن، ایلینوی واقع شده‌است. بوکو ۱۶۳٫۰۷ متر بالاتر از سطح دریا واقع شده‌است.